# Мацкевич, Игнатий Викентьевич
Игнатий Викентьевич Мацкевич (15 (28) мая 1912 — 26 сентября 1943) — участник Великой Отечественной войны. Герой Советского Союза (6.10.1943).

## Биография
Родился в деревне Заольша (сейчас в Лиозненского района Витебской области). Жил и работал в Ленинграде. В Красную Армию призван в 1934 году. Службу проходил до 1936 года. Снова призван в 1942 году. В боевых действиях на фронтах Великой Отечественной войны принимал участие с апреля 1942 года. В 1943 году окончил Владивостокское военное пехотное училище.
Рота 109-го стрелкового полка 74-й стрелковой дивизии (13-я армия, Центральный фронт) под командованием лейтенанта И. Мацкевича отличилась при освобождении Брагинского района Гомельской области. 22 сентябрь 1943 рота первой форсировала реку Днепр у деревни Колыбань, захватила плацдарм и отбила пять контратак противника. И. Мацкевич лично подбил 2 танка, был ранен, но не покидал поля боя.
26-го сентября 1943 года лейтенант Мацкевич погиб в бою. Похоронен в селе Оболонье Коропского района Черниговской области Украины.

## Награды
- Медаль «Золотая Звезда».
- Орден Ленина.
- Орден Отечественной войны 1-й степени.